# Steven Membrecht
Steven Membrecht - pseudoniem van Jochem van Beek - (Amersfoort, 13 juni 1937 - Gran Canaria, 17 december 2016) was een Nederlands schrijver en dichter.

## Loopbaan
Membrecht volgde de sociale academie, werkte voor radio en televisie en was sinds 1973 werkzaam als psychotherapeut. Hij debuteerde in 1957 met de in eigen beheer uitgegeven poëziebundel Achter U opnieuw te beginnen. Daarna volgde een groot aantal romans, verhalen en essays, waarin de angst, eenzaamheid, de zinloosheid van het bestaan en schuldgevoelens toonaangevend zijn. In 1962 werd hem de Reina Prinsen Geerligsprijs toegekend voor de roman Het einde komt vanzelf.

## Publicaties
- Achter U opnieuw te beginnen – gedichten (In eigen beheer – 100 genummerde exemplaren) (1957)
- Wachten op de zon – roman (1963)
- Het einde komt vanzelf – roman (1962)
- De eerstelingen – roman (1963)
- De ruime gevangenis - verhalen (1964)
- De sprong in het net - roman (1965)
- Een waarachtige driehoek - essay boekenweek (1966)
- Het tweede besluit -roman (1966)
- Der geräumige Kerker - verhalen / vertaling (1966) (Kogge Förderprijs)
- Over de dood en gevulde kip - roman (1967)
- De sektariërs en de witte vlek - kroniek (1968)
- 27 verhalen uit de homosuele sfeer - verhalen (1969)
- In verband met homosexualiteit - essay (1969)
- De dood gaat leven - essay (1970)
- Alle homo's vliegen - roman (1970)
- Ik moet toch eens naar Amerika - essay (1972)
- De violette hersenen - roman (1972)
- Dag Hans dag Mirjam - jeugdboek (1974)
- De come-back van Hannibal Stip - roman (1975)
- Toen en later - gedichten (1978)
- Ontbindend / Elementair - gedichten (1979)
- De onzinnige wekker - gedichten (1980)
- Mijn naam is maan - gedichten (1981)
- De grote middag - tekstenboek deel 1 en 2 (1982)
- De mens is een heimwee - gedichten (1983)
- Middag en minnaar - tekstenboek deel 3 en 4 (1985)
- In rouw om de toekomst - gedichten/-essay (1986)
- Het middagmaal - tekstenboek deel 5 en 6 1986
- KIJK - gedichten bij het prentenboek van Theo Josselet (1987)
- Aunt - gedichten portret / kalender (1987)
- Wij vieren feest - gedichten (1988)
- Imago - gedichten / essay (1989)
- De middag van de horzel I - tekstenboek deel 7 (1990)
- Poscimur - gedichten (1992)
- Totdat het leven daalt - gedichten (1993)
- Mij dwong de trein - gedichten: Ode aan Jan Staal (1994)
- Raderwerk - gedichten/teksten (1995)
- De werkelijkheid neemt af - gedichten (1996)
- Het labyrint en de poëtische ruimte - essaybundel (1997)
- Ja-of Nee / Nee of Ja - gedichten (1998)
- Pauze- zei de dood - teksten (1999)
- Wat moet ik anders zeggen - gedichten (2000)
- Nu nog wat leven - teksten (2001)
- Lessen van het licht - gedichten (2001)
- Vergeet ons niet - teksten (2002)
- Dansen met Kaváfis - gedichten (2003)
- Vita Comtemplativa - teksten (2003)
- Wereldwijde mist - gedichten (2004)
- De zwakke partij - teksten (2005)
- Eiland zonder oog - gedichten (2006)
- Een soort missaal - teksten (2006)
- Figuren - gedichten (2007)
- De middag van de horzel II - tekstenboek deel 8 (2007)
- Het bonken van de trein (gedichten 2008)
- Fiducie (teksten 2008)
- Twee torenhoge woorden (gedichten 2009)
- De schemermens (teksten 2009)
- Druppelen met symbolen en metaforen (gedichten 2010)
- De kwetterende geest (teksten 2010)
- Het verstenend ondermaanse (gedichten 2011)
- De verfijning (teksten 2011)
- Stilte – en wind mee (gedichten 2012)
- Toekomstmuziek (teksten 2012)
- Een oliedruppel tijd (gedichten 2013)
- Eindig – en onwetend (teksten 2013)
- Ingebeeld – en opgetekend (gedichten 2014)
- STOF – tot nadenken (teksten 2014)
- Haar zachtmoedig stemgeluid (gedichten 2015)
- De hand die schrijft (teksten 2015)
- Richting zon - richting maan (gedichten 2016)
- Een schijn van schimmen (gedichten 2016)
- In concreto (teksten 2016)
- Magisch waakt de boom (gedichten 2017),
- Nieuwe miniaturen van de nacht (gedichten 2017),
- Levensecht (teksten 2017)
- Vogelvlucht en sluipgang (gedichten 2018),
- Onbespreekbaar (teksten 2018),
- Zogeheten goden (gedichten, 2018).
- De experimens (teksten, 2019),
- Het vogelkind (gedichten, 2019),
- De okergele sarcofaag (gedichten, 2019),
- Van horen zeggen (teksten, 2020),
- Zonder teveel treurnis (gedichten, 2020).